# Hyper Duel
Hyper Duel est un jeu vidéo de shoot 'em up sorti en 1993 sur arcade, puis converti sur Saturn en 1996.

## Système de jeu
Il y a trois personnages sélectionnables, chacun d'entre eux a ses propres caractéristiques d'armement. Par exemple : le H-Mustang possède un tir plus large permettant d'abattre plus d'ennemis, S-Forgel possède un tir plus compact, donc plus puissant, P-Smasher est le plus puissant des trois mais son tir est de courte portée.
Technosoft a appelé « Shooting Métamorphose » le système du jeu. Ce système est un peu particulier : une touche pour la forme « vaisseau », l'autre la forme « mecha ». La transformation se fait très rapidement, le vaisseau est plus mobile, le mecha plus offensif, et le joueur doit alterner les deux suivant la situation qui s'offre à lui. Une troisième touche peut servir à déclencher une arme plus puissante, limitée par une jauge en bas de l'écran. Celle-ci se remplit à mesure de la progression dans le jeu et en récoltant une option nommée B.

## Accueil
Le testeur de Joypad, à propos de la version Saturn, se réjouit de ce que « Technosoft propose deux versions sur un même CD : le jeu d'arcade tel quel et une version remaniée pour la Saturn », et qualifie le jeu d'« excellent shoot 'em up ».